# Euro Hockey Tour 2007/2008
Euro Hockey Tour 2007/2008 je 12. ročník hokejových turnajů Euro Hockey Tour.

## Karjala cup
Hokejový turnaj byl odehrán od 8.11.2007 - do 11.11.2007 v Helsinkách. Utkání Švédsko - Rusko bylo odehráno v Jönköpingu.
- Vítěz Ruská hokejová reprezentace.

| Tým 1   | Výsledek          | Tým 2   |
| ------- | ----------------- | ------- |
| Finsko  | 0:1 (0:0,0:0,0:1) | Švédsko |
| Rusko   | 4:1 (1:0,1:1,2:0) | Česko   |
| Finsko  | 2:1 (0:0,1:0,1:1) | Rusko   |
| Švédsko | 4:2 (1:0,1:1,2:1) | Česko   |
| Švédsko | 1:3 (1:2,0:0,0:1) | Rusko   |
| Česko   | 3:2 (1:1,0:0,2:1) | Finsko  |

## Channel One cup
Hokejový turnaj byl odehrán od 13.12.2007 - do 16.12.2007 v Moskvě. Utkání Česko - Švédsko bylo odehráno v Praze
- Vítěz Ruská hokejová reprezentace.

| Tým 1   | Výsledek                 | Tým 2   |
| ------- | ------------------------ | ------- |
| Švédsko | 2:3 (2:0,0:2,0:1)        | Finsko  |
| Rusko   | 5:1 (2:1,1:0,2:0)        | Česko   |
| Finsko  | 1:4 (0:0,1:1,0:3)        | Rusko   |
| Česko   | 5:4 (1:1,4:1,0:2)        | Švédsko |
| Rusko   | 2:0 (0:0,1:0,1:0)        | Švédsko |
| Česko   | 5:6 SN (1:3,2:1,2:1,0:0) | Finsko  |

## LG Hockey Games
Hokejový turnaj byl odehrán od 7.2.2008 - do 10.2.2008 v Stockholmu. Utkání Finsko - Česko bylo odehráno v Tampere
- Vítěz Ruská hokejová reprezentace.

| Tým 1   | Výsledek          | Tým 2   |
| ------- | ----------------- | ------- |
| Švédsko | 1:2 (1:1,0:1,0:0) | Finsko  |
| Česko   | 4:2 (0:1,4:1,0:0) | Rusko   |
| Finsko  | 0:5 (0:0,0:2,0:3) | Rusko   |
| Švédsko | 4:2 (0:1,1:1,3:0) | Česko   |
| Rusko   | 4:3 (1:0,1:1,2:2) | Švédsko |
| Finsko  | 6:1 (2:0,3:0,1:1) | Česko   |

## Česká pojišťovna cup
Hokejový turnaj byl odehrán od 17.4.2008 - do 20.4.2008 v Liberci. Utkání Rusko - Finsko bylo odehráno v Moskvě
- Vítěz Ruská hokejová reprezentace.

| Tým 1   | Výsledek                 | Tým 2   |
| ------- | ------------------------ | ------- |
| Finsko  | 3:2 PP (0:0,1:1,1:1,1:0) | Švédsko |
| Česko   | 2:3 (1:0,0:3,1:0)        | Rusko   |
| Rusko   | 4:1 (0:1,1:0,3:0)        | Finsko  |
| Švédsko | 3:5 (0:2,2:1,1:2)        | Česko   |
| Rusko   | 4:2 (1:0,1:1,2:1)        | Švédsko |
| Česko   | 2:1 SN (0:1,1:0,0:0,0:0) | Finsko  |

## Celková tabulka EHT 2007/2008
| Poř. | Tým     | Z  | V  | VP | PP | P | VG | OG | B  |
| ---- | ------- | -- | -- | -- | -- | - | -- | -- | -- |
| 1.   | Rusko   | 12 | 10 | 0  | 0  | 2 | 41 | 18 | 30 |
| 2.   | Finsko  | 12 | 4  | 2  | 1  | 5 | 27 | 31 | 17 |
| 3.   | Česko   | 12 | 4  | 1  | 1  | 6 | 33 | 44 | 15 |
| 4.   | Švédsko | 12 | 3  | 0  | 1  | 8 | 27 | 35 | 10 |

## Vysvětlivky k tabulkám a zápasům
- Z – počet odehraných zápasů
- V – počet vítězství
- VP – počet výher po prodloužení (nebo po samostatných nájezdech)
- PP – počet proher po prodloužení (nebo po samostatných nájezdech)
- P – počet proher
- VG – počet vstřelených gólů
- OG – počet obdržených gólů
- B – počet bodů